# TBS錄影帶問題
TBS錄影帶問題（日语：TBSビデオ問題），別稱奧姆錄影帶事件（オウムビデオ事件），為1989年10月26日發生於日本的一起新聞倫理事件。
起因於東京放送（TBS）電視部製播的綜合新聞資訊節目《約會在三點》製作人員私自將節目錄影內容外流，導致結束節目訪問的坂本堤律師全家被奧姆真理教6名幹部滅門，之後引起一連串對於新聞倫理的質疑。
此事件於針對奧姆真理教所進行的強制搜查（1995年3月22日）中所發現，TBS於一開始否認相關指控，但後續於1996年3月承認確有此事，並且開始被稱為TBS錄影帶問題（TBSビデオ事件）。

## 概述
1989年10月出版的《週日每日》刊出的「瘋狂的奧姆真理教」特集等，已引起大眾對奧姆真理教的批判，而TBS亦計劃播出關於該教派的採訪片段，但當奧姆教得知反奧姆教的律師坂本堤的訪問片段亦會於節目中播出後，奧姆真理教向TBS提出要求觀看關於坂本的採訪影像，奧姆真理教的幹部早川紀代秀（坂本律師滅門事件的實行犯之一）等人便至TBS内觀看其訪問影像。此後，麻原彰晃指示殺害坂本堤，後續便於11月4日發生坂本堤律師滅門慘案。
事件發生後雖然奧姆真理教曾被懷疑與事件有關聯，但警方並未針對其進行搜查，坂本律師一家滅門事件（1995年為止）便就此懸而未解。當時，TBS並未透露奧姆真理教的幹部曾於事件發生前來觀看採訪影像，因為TBS認為若公開此事件可能會影響警方搜查，而因此「為何要先展示影像給對方觀看？」、「這是否為謀殺案的導火線？」等批評便隨之浮現。

## 事件經過
| 日期     | 事件 |
| -------- | --- |
| 10月26日 | 上午，進行對坂本律師、牧太郎與永岡弘行的訪問                                                                      |
| 10月26日 | 中午，另一組記者對麻原彰晃（本名：松本智津夫）進行關於「水中閉氣」的採訪 奧姆真理教要求觀看關於麻原的採訪影像片段 |
| 10月26日 | 深夜，早川紀代秀、上祐史浩與青山吉伸到達TBS千代田分部 奧姆真理教要求觀看坂本律師接受訪問的影像片段                |
| 10月31日 | 早川、上祐與青山造訪橫濱法律事務所。坂本律師表示有意起訴該教團。                                                  |
| 11月4日  | 奧姆真理教幹部與教徒將坂本律師一家殺害                                                                            |

### 採訪與觀看影像
1989年10月26日，關於奧姆真理教的報導企劃將於隔天27日的《約會在三點》中播出，10月26日上午，節目組進行對批評奧姆真理教的先鋒坂本律師、牧太郎、永岡弘行的訪問。中午，節目製作人（武市功）率領採訪團（社會資訊局）至奧姆真理教位於富士山的道場，會同報導局社會部進行對麻原彰晃（本名：松本智津夫）「水中閉氣」現場修行的採訪。
TBS報導局記者西野哲史的訪談結束後，「約會在三點」採訪團開始對麻原彰晃進行訪問，但隨即爆發些許糾紛，奧姆真理教的相關人員質問「你們打算用這樣的採訪內容來製作什麼樣的節目？」。而當週五的節目製作人武市功向教團表示「節目將平衡播出麻原彰晃修行的過程與被害者協會及坂本律師的訪問」後，採訪團便開始與要求觀看訪問影像的奧姆真理教進行一來一往的口角爭論。最後於週五的節目製作人同意提前讓奧姆真理教觀看影像後，糾紛才得以平息。
10月26日深夜，奧姆真理教幹部早川紀代秀、上祐史浩與青山吉伸造訪TBS。一開始由週五的節目製作人應對教團幹部等人，之後節目總製作人（多良寛則）亦加入。而教團幹部堅持要求觀看與「被害者協會」相關的坂本律師等人的採訪錄影帶影像片段。
節目總製作人向下屬表示，若奧姆真理教方面願意接受採訪，則給教團幹部看坂本律師接受訪問的影像片段也是沒問題的，並接著指示負責收錄與管理坂本律師的訪問影像的製作公司TBS Vision（TBS‐Ⅴ、原TBS電影公司，目前為TBS SPARKLE）的負責導演與當晚在場的編輯人員修剪坂本律師接受訪問的片段以補齊缺漏的空白片段，並給教團幹部3人觀看了修剪後的坂本律師的訪問影像。早川記錄了此事（早川的筆記）。最後，TBS的工作人員承諾訪問影像不會播出，隨後教團的幹部3人離開現場。
10月31日，早川、上祐與青山3人造訪坂本律師所隸屬的橫濱法律事務所，但當坂本律師告訴他們他將要起訴教團後，交涉正式破裂。4天後的11月4日，坂本堤律師滅門慘案（一開始被視為失蹤案件）發生。

### 搜查、日本電視台的獨家報導與事件否認
1995年3月20日，東京地鐵沙林毒氣事件發生，造成13人死亡、超過6300人受傷。隨著警方調查推進，此事件被認定為奧姆真理教所發起的恐怖攻擊，警方亦開始對該教團進行調查。而為奧姆真理教幹部的早川紀代秀，於4月19日接受TBS的《筑紫哲也 NEWS23》節目採訪後被逮捕，隨後他被指控涉及包括謀殺坂本律師與家人在內的7件刑事案件而被起訴。
坂本律師家族的滅門事件發生不到6年的9月5日，神奈川縣警方透過早川的供詞（後述）得知「於坂本律師的訪談中，（TBS）似乎與奧姆真理教有些許互動，警方想了解其事件經過」，向TBS提出協助調查的請求，TBS方亦明瞭此情況。9月中，東京地檢開始對TBS相關人員進行約談。然而此時TBS並尚未認知到問題的嚴重性，直至警方約談相關人員1個月後的10月9日，TBS才於公司內設立調查委員會。
10月12日，TBS應東京地檢的要求，主動提交有坂本律師接受訪問影像的錄影帶。之後，警方於東京地檢給多良寬則與武市功兩人觀看由早川書寫的關於坂本律師訪談的筆記（早川的筆記）的部分內容，以迫使兩人承認的確有給教團幹部觀看坂本律師的訪問影像，但由於警方人員給兩人觀看的早川的筆記並非正本（或原件影本），而是經由文字處理器所打出的文字，使2人均未正面承認警方的質疑。10月18日，東京地檢搜索TBS，沒收牧太郎與永岡弘行兩人接受訪問影像的錄影帶。當時TBS幹部曾告訴東京地檢「有牧太郎與永岡弘行兩人的訪問影像的錄影帶，因重複使用的緣故，原先內容已經消去」，但因為TBS的證言反反覆覆不定，使東京地檢對其抱持強烈的不信任感而仍決定進行搜查。
10月19日，日本電視台於中午的新聞節目《NNN午間新聞》報導了「早川紀代秀供述『（案件發生前）於TBS觀看了坂本律師接受訪問的影像，並向麻原彰晃報告訪問片段的內容』」。而因此，關於在TBS公司内被視為高度機密的坂本律師的訪問影像是否有給奧姆真理教幹部觀看的一連串的質疑亦首次被大衆所知。
得知此新聞報導後，TBS立即以「毫無根據的指控」向日本電視台抗議，10月19日晚間6點播出的「新聞之森」由主播杉尾秀哉於節目中稱「有新聞報導內容很像是TBS向教團幹部展示了律師的訪談錄影帶。但根據內部調查，並未有人展示過錄影帶給教團幹部觀看」。
但日本電視台於TBS否定聲明與抗議後，仍維持相同的報導內容，下午的《The Wide》、傍晚的《新聞加1》與深夜的《NNN今日事件》節目中亦同樣報導了早川的相同供述內容。當時的日本電視台報導局社會部長北澤和基透露他於《NNN午間新聞》播出後，立即接到了許多TBS局長所打來的抗議電話，稱「如果了解事實，那就應該報導完整內容，但如果不完全了解事實，就不應該報導。這只是一種錯誤的否認和抗議，這只是TBS單方面的聲明，而並非新聞報導。我確實想了解TBS內部到底發生了什麼事。」。隨後，TBS即以總務局長的名義向日本電視台發出抗議信。。
1996年3月11日，TBS發表「內部調查概述」表示坂本律師的訪問影片並未被他人觀看。3月12日於早川的庭審中，公布了TBS製作人與早川的供述摘要（作為事件核心的早川的筆記亦被公開）。對此，橫濱律師事務所亦向TBS發出了公開質疑信。TBS於記者會上再次否認相關指控，3月19日，TBS向橫濱律師事務所以書面回覆，表示沒有給他人觀看過坂本律師的採訪影像。
3月19日，TBS大川光行常務董事被傳喚到眾議院法務委員會聽證，並依據內部調查概述做出以下證言。
公司內部的調查是不帶偏見，且公正、公開地進行。調查結果亦毫無隱瞞的全部公開了。調查的聽取對象包括當時應對奧姆真理教幹部三人的2位公司員工、當天在大樓內的外聘員工等人。（省略）鑑於當時的情況，我們確信當時錄影帶並未給他人觀看。我們無法針對警方的調查結果評論，但根據內部調查，我確信沒有證據顯示錄影帶曾經向他人展示過。
 — 大川光行，  眾議院法務委員會

### 事件明朗與公開道歉
1996年3月23日，「早川的筆記」內容（正本）被完整公開，而因為筆記内容關於坂本律師的訪問內容與影像一致，因此TBS亦再也無法否認訪問影像確實有被播放給他人觀看。3月24日，武市功承認相關事實。3月25日，TBS磯崎洋三社長以承認坂本律師的訪問影像的確有給奧姆真理教的早川等人觀看為由召開緊急記者會，並同時發表武市功的懲戒解雇處分。3月28日，TBS前常務董事大川光行於眾議院法務委員會，做出了以下與3月19日發言內容不同的陳述並且致歉。
3月19日，我在法務委員會上報告了內部調查的結果，但之後又發現了新的事實。TBS員工向奧姆真理教的3位幹部展示了含有坂本律師採訪影像的錄影帶。上回向本委員會報告的內容是不正確的，對此我們深表歉意。謹此更正並致以誠摯的歉意。
 — 大川光行， 眾議院 - 法務委員會
4月2日、4月3日，磯崎社長等人被傳喚至眾議院郵政委員會聽證。
4月30日，TBS發表了關於坂本律師的錄影帶問題的內部調查概述，而當晚7:00至7:20播出由磯崎社長親自參與的特別節目《致觀眾們》、19:20至22:54則播出由杉尾秀哉、柴田秀一與池田裕行擔任主持人的內部自我審查節目《訪問影像問題檢證特別節目「證言 — 坂本律師錄影帶問題發生6年半」》。4月30日，TBS向郵政省提交最終報告書，並同時發表多良寬則的懲戒解雇處分，磯崎社長與其他三名高階主管亦宣布辭職。隔日5月1日，接任磯崎的TBS常務董事砂原幸雄就任新社長。
5月20日，23:50開始的5分鐘的特別節目「致觀眾們」由砂原社長報告事發經過與今後的對策並且致歉，作為因醜聞的內部約束措施，至5月24日為止的5日內，暫時停止上午0時後的深夜節目播出。5月24日，TBS再次對橫濱法律事務所發出的公開質疑信提出答覆，且正式撤回3月19日的答覆書，文中承認有給奧姆真理教幹部觀看坂本律師的訪問影像，且向坂本律師家屬與橫濱法律事務所等致歉。

## 對TBS的批評與爭論

### 違背新聞倫理
1989年10月26日，於TBS錄影帶問題發生、同月31日奧姆真理教幹部造訪坂本所屬的法律事務所、11月4日後坂本律師一家行蹤下落不明至同月15日警方開始進行公開搜查為止，TBS都未向警方通報26日發生的事件。此外，TBS員工讓奧姆真理教幹部觀看訪問影像，也被批評違反保密消息來源的新聞學基本原則，且嚴重背離新聞倫理。
亦有人指責TBS讓奧姆真理教幹部觀看訪問影像導致坂本律師遭到殺害，TBS以外的媒體與社會輿論皆如此認為，批評TBS且要求追究相關責任。此外，TBS以「内部調查」為根據持續否認相關指控長達5個月，直至奧姆真理教領袖受審時，相關供述和幹部筆記被公開後才承認相關事實。而由於內部調查缺乏透明性，因此TBS亦被懷疑為明知相關事發經過卻故意隱瞞事實。這次處理失當而導致的危機管理失敗，被認為是引起外界對TBS批評加劇的重要原因。
而於事件調查時，TBS亦對坂本律師的家屬做出並非為事實的陳述。
以下文字摘自坂本律師妻子都子之父大山智之的著作。

1996年3月11日，於中川智正初次庭審的隔天，TBS以傳真的方式向各媒體送出《關於坂本事件的公司內部調查概述》文件。文章約有5,000字，而其內容摘要如下。
「由本公司常務董事所領導的六人組成的調查小組，於兩個半月內對19名的相關人員進行了十幾次的事件調查。並且由主管直接對接受調查的相關人員詢問關於事件發生經過的記憶。作為一家新聞媒體，我們有責任調查出事件的真相，但並未發現有員工有給他人播放過該影像的記憶或事實。」
此調查結果極為粗暴草率，但掩蓋真相的面具很快就會脫落。
隔年3月12日，於中川智正的初次庭審的開庭述言中，坂本律師訪問影像錄影帶的存在首次被揭示，標誌著關於坂本事件的刑事審判正式揭開序幕。根據陳述，早川、上祐、青山三人聽從麻原彰晃的指示，造訪TBS，並觀看坂本律師採訪影像錄影帶，在得知坂本堤稱「血液灌頂是詐欺行為」與「麻原彰晃並沒有漂浮於空中的能力」後，他們要求TBS中止播出採訪內容。
一週後的3月19日，被傳喚至眾議院法務委員會聽證的TBS常務董事，面對這一連串矛盾卻無法正面回答的醜態表露無遺。
最終，當年的4月13日，TBS向作為直屬監督部門的郵政省報告了此事的詳細經過。我閱讀並比較了幾家有刊登關於「坂本錄音帶調查報告概述」的數份日報所載的新聞報導，TBS欲掩蓋真相的意圖十分明顯，我亦對事件真相完全沒有被揭露感到憤恨。
因此，我直接聯絡了TBS。我想親自用眼睛和耳朵去觀看和聽取真相。
我從自家打了電話至TBS總部，電話被轉接至了公關部，在我報上自己的地址和姓名與職位，並簡短說明欲詢問的事由後，電話另一頭的人換了。於是我更詳細地說明了相關事由，對方不久後便說：
「目前負責人不在這裡……」
然而，當他的話說到一半，突然有另一個男人的聲音說：
「你到底想讓我做什麼！你到底有什麼要求！」
如此威脅般的語氣。我對此感到十分驚訝。一股強烈的憤怒亦湧上心頭。但是，我明白我的目的是要找出真相，並取得與TBS向郵電省提交的報告相同的文件，所以我抑制住了怒氣。
「這並非要求，而是請求。坂本律師訪問影像的報告書……」
我正要這麼說，但電話另一頭的人又再次更換了。
「我是公關部的副部長○○」
就在那裡！　明明說了「不在這裡」，但他卻在另一端聽電話！ 他禮貌地介紹自己的身份，當我說明我的目的後，
「（報告書）是還有但所剩的數量也不多了，這文件不適合向外人展示，但沒辦法，就發給你吧」
這就是我得到的回覆。果然，我被當成了一個局外人。我被當成是以一句「沒辦法啊，就發給你吧。應該心存感激了」就可以簡單打發掉的人。我感覺到他們身上帶有強烈的傲慢，陶醉於身為媒體一員所帶來的特權。
當然，我無意以一言一句概括所有媒體。即使不能說他們的作為違反刑法，但作為理性的人也不該犯下這種錯誤，當時TBS的經營層既不以此感到羞恥，反而試圖掩蓋一切，他們連媒體的末席，也不能、亦不配擁有，我至今仍如此的認為。

 — 大山友之《都子，妳可以聽見嗎？―奧姆真理教坂本律師一家滅門事件  父親的筆記》新潮社，2000年

### 内部調查的失敗
原先TBS於調查委員會設置時就已經擬定了以報導局為核心的應對對策，但在1995年10月19日日本電視台報導了關於坂本律師錄影帶事件的新聞後，情況急轉直下。部分未掌握事件完全來龍去脈的經營層幹部，指示向日本電視台提出抗議。爾後在高層幹部幾乎獨斷的決定下於《新聞之森》節目中播出抗議聲明，由於這份抗議聲明的播出，TBS陷入不得不否認相關指控的窘境。調查委員會雖以高層幹部為中心，但調查僅止於詢問節目相關製作人事件的事發經過，而且調查報告完全採信其說辭，以「先有結論」的方式進行調查。此外，員工中亦有人於TBS的内部調查與警方的訊問中做出了不同的證詞，但TBS的調查委員會並未掌握此事。從整體事件經過來看，坂本律師訪問影像事件顯然已經成為動搖新聞專業與新聞媒體的極其嚴重的事件。

### 「TBS已死」
1996年3月25日，TBS態度驟變，承認有給教團幹部觀看錄影帶並且致歉。當晚播出的《筑紫哲也 新聞23》節目的「多事爭論」單元中，筑紫哲也亦發表了下述評論：

所謂的新聞媒體，並非製造或販售有形物品的機構。這樣的一個機構存在的最根本基礎是什麼，簡而言之，就是信賴感。尤其與觀眾之間的關係亦是基於信賴感。因此就此來說，我認為TBS今日實際上等同於已死。正如我至今一直強調的，犯錯固然是一個問題，但更重要的是，對於錯誤能在多大程度上正面地應對處理，也就是說，事件後續的應對方式幾近攸關生死。就這點來說，我認為TBS亦犯下了錯誤。而且，今天的調查結果發表亦只是剛開始而已，今後還有許多事情必須去做。在這之中，我認為，讓外界知道自己的想法和所做的事情，也就是更加公開、坦率的說明，這亦是一種責任。
其實，我也不確定自己是否該說這些話，但直至今天下午為止，我原本已經決定，今天就辭去擔任這個節目的主持人。我並非TBS的員工，亦不是對這個事件有直接了解的人，但就信賴感和觀眾的關係而言，我認為我一直扮演著TBS的門面角色。因此，我認為自己對此也應該負有一定的責任，之後，在節目開始前，我與製作團隊和電視台內部的人員進行了長時間的討論。
雖然TBS已經跌落谷底，是個幾乎等同已經死亡的電視台，但現在也還有人，為了恢復大眾的信賴，或者重生而努力著。在某種意義上，這或許是件不光彩的事情，但無論如何，我想暫時和那些人一起為此努力。我過去在電視台內或在節目中，亦闡述過自己各種的想法。今後我亦會繼續努力，包括電視媒體應有的樣貌，都藉由這次機會好好改進，這至少是對坂本律師一家應有的補償方式之一吧。

坂本律師滅門事件的實行犯公開審判後，TBS轉變態度，承認有給奧姆真理教信徒觀看採訪影片，更加深了社會大眾對於TBS的不信任感。1996年4月30日播出的TBS特別節目《致觀眾們》中，社長於節目開頭便以「儘管最初否認有將該影片給奧姆真理教幹部觀看，但後來卻轉為完全相反的結論，這辜負了觀眾和國民的信任」為由親自致歉。

### 一連串的批評與爭議
1996年3月29日播出的「多事爭論」中，介紹了觀眾向TBS寄出的約3千件的意見與疑問一部分內容。當中最多提及的疑問是「為何要給他們看訪問影像？」、「坂本律師一家失蹤時，為何不通報警方與橫濱律師事務所？」。
此外，對於事件發現後的TBS的對應與內部調查，亦湧現了許多的批評，「TBS都到這個地步了，卻還在說什麼這是因為『本公司的調查不力』，應該說是『本公司的謊言』才對」、「這次的對應與窒素與綠十字、厚生省與大蔵省等官僚如出一轍，根本沒有立場去批評他們」等意見亦有介紹。
此外，關於TBS今後如何承擔責任與回復信賴，觀眾進一步提出了「暫停播出至少一週是理所當然的」、「作為新聞媒體，希望進行讓國民可以理解的調查，社長在內的所有高階主管必須辭職並承擔責任」等要求。
另一方面，輿論對TBS的批評，與關於「坂本律師被殺害是因為TBS給教團幹部觀看了影像」的指責，亦出現了反駁的意見，認為「坂本先前就曾於廣播節目中與麻原彰晃進行過電話辯論，『TBS給教團幹部觀看的影像内容是坂本遭殺害的直接動機』的報導缺乏妥當」，且「一昧的批評TBS可能會導致忽視（作為新聞倫理的）問題本質」的相反意見。此外，許多電視台皆會應採訪對象的要求而出示訪談影像的錄影帶，且TBS讓教團幹部觀看採訪影像是在恐怖攻擊發生前，當時媒體方面根本不可能預料到奧姆真理教會殺害坂本律師與相關人士，亦有人質疑「這起事件難道不是只是剛好發生在TBS，在任何一家電視台都可能發生的事件嗎？」，由於當時並未有個人資訊保護法，因此多良與武市兩名製作人讓教團幹部觀看採訪影像的行為並不犯法，亦有人主張兩人的懲戒解雇處分為不當解僱。
更甚的是，有些批評過於激烈，批評的對象亦從犯下殺人案的奧姆真理教幹部轉向TBS，使一連串的針對奧姆真理教事件的真相調查本身反而被忽略。當時身為媒體評論員的森達也認為，這起事件使得原本是收視保證的奧姆真理教相關報導突然轉變成需要謹慎報導的議題，其他電視台都唯恐重踏TBS的覆轍，紛紛自我約束避免採訪教團幹部，導致整個媒體業界呈現萎縮的狀態。

## 事件發生後

### 雜聞秀結束播出與約束深夜節目播出
有鑑於此事件發生於雜聞秀節目的製作現場，TBS於5月31日停播雜聞秀節目《Super Wide》，於9月27日停播《Morning Eye》。此外，原先預定於1996年5月20日至5月24日上午0時以後播出的深夜節目暫停播出，《筑紫哲也 新聞23》也只播出至23:50（僅於5月24日週五時播出至0:20）的第1部結束後便結束播出。

## 備註